# Forstbetriebsgemeinschaft Oberallgäu
Die Forstbetriebsgemeinschaft Oberallgäu e.V. (FBG OA) wurde im Februar 1969 gegründet, untergliedert sich in zwölf Ortsvereinigungen und ist als forstlicher Verband im südlichen Oberallgäu für seine Mitglieder tätig. Als Forstbetriebsgemeinschaft nach dem Bundeswaldgesetz ist sie staatlich anerkannt, die FBG ist gemeinnützig. Sie bündelt die Bearbeitung kleiner Forstflächen und die Vermarktung kleiner geernteter Holzmengen.

## Geschichte
Die Gründungsversammlung fand am 8. Dezember 1969 im Gasthaus Engel statt. Auf Initiative von Bauernverbands-Kreisobmann Hans Rist kamen 37 Waldbesitzer zusammen, um die Forstbetriebsgemeinschaft Oberallgäu e.V. zu gründen. 1979 bestand die FBG OA aus 687 Mitgliedern mit einer Waldfläche von ca. 8500 ha, die auf neun Ortsvereinigungen aufgeteilt waren. Im Jahr 2000 bestand die FBG OA aus 20.000 ha Mitgliederfläche, die sich auf 2000 Mitglieder aufteilten. In den folgenden Jahren wurden Kooperationen und Verbände für die übergeordnete Interessenstärkung aufgebaut und Dienstleistungen ausgebaut. Seit 2016 hat die FBG OA ihren Sitz im Grünen Zentrum in Immenstadt. Derzeit steht die Forstbetriebsgemeinschaft Oberallgäu e.V. bei ca. 3100 Mitgliedern und einer Fläche von ca. 26.800 ha Wald (Stand: 12. Januar 2024).

## Vereinsstruktur und Dienstleistungen
Die FBG OA verfügt über eine übliche Vereinsstruktur mit dem Vorstand und der Mitgliederversammlung als Organen. Satzungsmäßiger Vereinszweck ist es, den privaten, kommunalen und genossenschaftlichen Waldbesitz zu fördern sowie die Bewirtschaftung aller angeschlossenen Waldflächen nachhaltig zu verbessern.
Die FBG OA erbringt umfassende Dienstleistungen zur Forstbewirtschaftung von der Planung über die Pflege und Verwaltung von Forstbeständen hin bis zur Holzernte und Vermarktung verschiedener Holzprodukte. Darüber hinaus werden Motorsägenkurse und ein Maschinenverleih für Mitglieder angeboten.

## Vereinsgebiet
Der Wirkungsbereich der FBG erstreckt sich auf die Waldflächen ihrer Mitglieder im Bereich der Städte, Marktgemeinden und Gemeinden, einschließlich der zugehörigen Ortsteile im Landkreis Oberallgäu: Bad Hindelang, Balderschwang, Blaichach, Bolsterlang, Burgberg, Fischen, Immenstadt, Missen-Wilhams, Obermaiselstein, Oberstaufen, Oberstdorf, Ofterschwang, Oy-Mittelberg, Rettenberg, Sonthofen, Waltenhofen, Wertach. Angrenzende Gemeinden sind möglich.

## Auszeichnungen
- Förster des Jahres 2018
- Staatspreis für vorbildliche Waldbewirtschaftung 2013, privat an Gesellschaft der Erben Freiherr von Gise[2]
- Innovationspreis 2009 in der Kategorie "Kooperationen"[3]

## Belege
1. ↑  Forstbetriebsgemeinschaft Oberallgäu e.V. (FBG) %. Abgerufen am 12. Januar 2024 (deutsch).
2. ↑  Staatspreis für vorbildliche Waldbewirtschaftung. Abgerufen am 10. Januar 2020.
3. ↑  Innovationspreis der bayerischen Land- und Forstwirtschaft –. Abgerufen am 10. Januar 2020.